# NGC 6861
NGC 6861 este o galaxie lenticulară situată în constelația Telescopul. A fost descoperită în 1826 de către James Dunlop. Se află la o distanță de 30,48 de megaparseci de Pământ.